# 第214回国会
第214回国会（だい214かいこっかい）とは、2024年（令和6年）10月1日に召集された臨時国会である。10月9日の会期末に衆議院が解散された。

## 概要
自由民主党の石破茂総裁の就任と第2次岸田内閣の総辞職を受け、召集日の10月1日に内閣総理大臣指名選挙が行われ、石破が第102代首相に指名された。
第1次石破内閣は会期末の同月9日に衆議院を解散。同日の臨時閣議で第50回衆議院議員総選挙の日程を15日公示、27日投開票とすることを決めた。首相指名から8日後の解散と26日後の総選挙はいずれも戦後最短。
党首討論を開催するため国家基本政策委員会の合同審査会が開催されたが、予算委員会を始めとするその他の常任委員会では実質審議はほぼ行われなかった。予算委員会は野党が開催を要求したが、与党が応じなかった。このため、ほとんどの法律案が審議未了となり、旧優生保護法に基づく優生手術等を受けた者等に対する補償金等の支給等に関する法律のみが両院で可決、成立した。

## 内閣総理大臣指名選挙
| 内閣総理大臣指名選挙：衆議院 |            |              |           |
| 氏名                         | 氏名       | 所属政党     | 得票数    |
|                              | 石破茂     | 自由民主党   | 291 / 465 |
|                              | 野田佳彦   | 立憲民主党   | 100 / 465 |
|                              | 馬場伸幸   | 日本維新の会 | 45 / 465  |
|                              | 田村智子   | 日本共産党   | 10 / 465  |
|                              | 玉木雄一郎 | 国民民主党   | 7 / 465   |
|                              | 吉良州司   | 無所属       | 5 / 465   |
|                              | 山本太郎   | れいわ新選組 | 3 / 465   |

| 内閣総理大臣指名選挙：参議院 |            |              |           |
| 氏名                         | 氏名       | 所属政党     | 得票数    |
|                              | 石破茂     | 自由民主党   | 143 / 242 |
|                              | 野田佳彦   | 立憲民主党   | 45 / 242  |
|                              | 馬場伸幸   | 日本維新の会 | 21 / 242  |
|                              | 玉木雄一郎 | 国民民主党   | 12 / 242  |
|                              | 田村智子   | 日本共産党   | 11 / 242  |
|                              | 山本太郎   | れいわ新選組 | 5 / 242   |
|                              | 伊藤孝恵   | 国民民主党   | 1 / 242   |
|                              | 伊波洋一   | 無所属       | 1 / 242   |
|                              | 神谷宗幣   | 参政党       | 1 / 242   |
|                              | 高市早苗   | 自由民主党   | 1 / 242   |
|                              | 茂木敏充   | 自由民主党   | 1 / 242   |

## 各党・会派の議席数
| 計465、2024年（令和6年）10月9日時点 - 自由民主党・無所属の会 - 258 - 立憲民主党・無所属 - 99 - 日本維新の会・教育無償化を実現する会 - 44 - 公明党 - 32 - 日本共産党 - 10 - 国民民主党・無所属クラブ - 7 - 有志の会 - 4 - れいわ新選組 - 3 - 無所属 - 8 - 欠員 - 0 | 計245、2024年（令和6年）10月9日時点 - 自由民主党 - 114 - 立憲民主・社民・無所属 - 41 - 公明党 - 27 - 日本維新の会・教育無償化を実現する会- 21 - 国民民主党・新緑風会 - 11 - 日本共産党 - 11 - れいわ新選組 - 5 - 沖縄の風 - 2 - NHKから国民を守る党 - 2 - 各派に属しない議員 - 11 - 欠員 - 3 |

## 今国会の動き

### 召集前
- 9月18日 - 公明党代表選挙が告示され、石井啓一が無投票当選[10]。9月28日の党大会で正式承認[11]。
- 9月23日 - 立憲民主党代表選挙が行われ、新代表に野田佳彦を選出[12]。
- 9月24日 - 衆議院と参議院の議院運営委員会理事会で林芳正内閣官房長官が10月1日に臨時国会を召集する方針を伝達。この日までに持ち回り閣議で召集日を決定[13]。
- 9月27日 - 自由民主党総裁選挙が行われ、新総裁に石破茂を選出[14]。
- 9月30日
  - 自由民主党の石破総裁は、国会で自身が首相指名を受けた際には、衆議院を解散し、10月27日投開票の日程で衆議院議員総選挙を実施する考えを表明。首相就任前の党首が解散総選挙の方針を明らかにするのは異例[15]。
  - 自由民主党の浜田靖一国会対策委員長と立憲民主党の笠浩史国会対策委員長が国会内で会談し、浜田は臨時国会の会期を10月9日までとする案を提示。笠は反発[16]。

### 会期中
- 10月1日 - 召集。
  - この時点で、参議院議員3人が欠員。
  - 第2次岸田第2次改造内閣が総辞職[2]。
  - 衆議院と参議院の本会議で会期を10月9日までとする日程案を採決し、与党（自由民主党・公明党）などの賛成多数で可決[17]。
  - 衆議院と参議院の本会議で内閣総理大臣指名選挙を行い、石破を第102代首相に指名[3][4]。
  - 第1次石破内閣が発足[18]。
- 10月4日
  - 参議院本会議場で国会開会式[19]。
  - 衆議院と参議院の本会議で石破首相が所信表明演説[20]。
- 10月7日 - 衆議院本会議で代表質問[21]。
- 10月8日 - 参議院本会議で代表質問[22]。
- 10月9日 - 会期末。
  - 午前、衆議院の解散を閣議決定[23]。
  - 午後、党首討論。通常は45分間で行われるが、野党側の要望を受け入れ、1時間20分間に延長[24]。
  - 立憲民主党・日本維新の会・日本共産党・国民民主党が共同で、衆議院に石破内閣に対する内閣不信任決議案を提出[25]。
  - 午後4時過ぎ、衆議院本会議で額賀福志郎議長が解散詔書を読み上げ、衆議院が解散[1]。内閣不信任決議案の採決は行われなかった[26]。

## 主な審議議案

### 衆法（衆議院議員提出法律案）
| 提出回次 | 番号 | 議案件名                                                                       | 結果 | 成立日  | 備考   |
| -------- | ---- | ------------------------------------------------------------------------------ | ---- | ------- | ------ |
| 214      | 4    | 旧優生保護法に基づく優生手術等を受けた者等に対する補償金等の支給等に関する法律 | 成立 | 10月8日 | [ 27 ] |